# La Chenalotte
La Chenalotte település Franciaországban, Doubs megyében. Lakosainak száma 532 fő (2022. január 1.). La Chenalotte Le Bizot, Narbief, Noël-Cerneux, Villers-le-Lac és Le Barboux községekkel határos.

## Népesség
A település népességének változása:
| Lakosok száma | 95   | 108  | 198  | 356  | 467  | 476  | 499  | 502  | 497  | 532  |
|               | 1968 | 1982 | 1990 | 2006 | 2013 | 2015 | 2017 | 2019 | 2020 | 2022 |